# Torreana poeyi
Torreana poeyi is een hooiwagen uit de familie Agoristenidae.